# Бергволль, Мартин
Ма́ртин Бе́ргволль (дат. Martin Bergvold; 20 февраля 1984, Копенгаген) — датский футболист, полузащитник.

## Карьера
Мартин Бергволль начал карьеру в небольших датских клубах, «Рёдовре» и «Аварта». В 2001 году он перешёл в КБ, фарм-клуб «Копенгагена». С 2002 года он начал играть за основной состав «Копенгагена». В первом же сезоне в составе команды Бергволль выиграл чемпионат Дании, а через год забил первый мяч за клуб и выиграл чемпионат и Кубок Дании. В те же годы Бергволль выступал за сборные Дании различных возрастов, был капитаном команды.
В сезоне 2005/2006 Бергволль был вызван в состав молодёжной сборной Дании, в составе которой сыграл на первенстве Европы, где провёл 3 игры. В том же году, а затем в последующем, Бергволль победил в Королевской лиге.
В январе 2007 года Бергволль перешёл в итальянский клуб «Ливорно», подписав контракт на три года. 31 января он дебютировал в составе команды в матче Серии А против «Фиорентины» (1:2). В том же году он забил свой первый мяч в Италии, поразив ворота «Сиены». Однако его игра не спасла «Ливорно» от вылета в Серию В. Там клуб датчанина вышел в плей-офф, где обыграл «Брешию». В одной из игр с этой командой Бергволль забил гол.

## Достижения
Командные
- Чемпион Дании: 2002/03, 2003/04, 2005/06, 2009/10
- Обладатель Кубка Дании: 2004, 2013
- Обладатель Суперкубка Дании: 2004
- Победитель Королевской лиги: 2005, 2006

Личные
- Футболист года в Дании до 17 лет: 2000